# Divékjánosi
Divékjánosi (korábban Jeszkófalva/Jeszkó Vieszka, szlovákul Ježkova Ves nad Nitricou) Nyitradivék településrésze, korábban önálló falu Szlovákiában, a Trencséni kerületben, a Privigyei járásban.

## Fekvése
Privigyétől 18 km-re nyugatra, Nyitradivék központjától 1,5 km-re északra, a Nyitrica-patak jobb partján fekszik.

## Története
1334-ben említik először, korábbi neve Vieszka volt. Az Ujfalussy és Rudnay családok birtoka. A 18. században 15 háza, malma és 108 lakosa volt. Lakói mezőgazdasággal, gyümölcstermesztéssel foglalkoztak. Később többségük külföldre járt napszámos munkákra.
A 18. század végén Vályi András így ír róla: „JESKOFALVA. Jeskova, Jeskodorf. Tót falu Nyitra Várm. földes Ura Splényi Uraság, lakosai katolikusok, fekszik Zsámbokréthez egy mértföldnyire, Divékhez sem meszsze, határja középszerű.”
Fényes Elek 1851-ben kiadott geográfiai szótárában így ír a faluról: „Jeszkofalva, (Jeszko Veisza), tót falu, Nyitra vmegyében, Divék fil., 128 kath. lak. F. u. b. Splényi, Rudnay, Divéki örökösök. Ut. p. Privigye.”
Borovszky Samu monográfiasorozatának Nyitra vármegyét tárgyaló része szerint: „Divék-Jeskófalu, rudnóvölgyi kis tót község a »Kis-Rokos« nevü hegy tövében, a Belanka-patak mellett, 161 r. kath. vallásu lakossal. Postája Nyitra-Rudnó, távirója Privigye, vasúti állomása Nyitra-Novák. Földesurai az Ujfalussy és a Rudnay családok voltak.”
1910-ben 189, túlnyomórészt szlovák lakosa volt. A trianoni diktátumig Nyitra vármegye Privigyei járásához tartozott.
A második világháború alatt lakói részt vettek a szlovák nemzeti felkelésben, a harcoknak 7 lakosa esett áldozatul. 1976-ban csatolták Nyitradivékhez.

## Lásd még
- Nyitradivék
- Bélamácsó
- Divékbanka
- Pusztaszomorfalu